# Теделет
Теделет (осет. Теделет, груз. თედელეთი, Теделети) — село в Закавказье, расположено в Дзауском районе Южной Осетии, фактически контролирующей его; согласно юрисдикции Грузии — в Сачхерском муниципалитете края Имеретия.
Село находится на крайнем западе Дзауского района Южной Осетии, к северу от сёл Переви (Переу) и Синагур.

## История
Село было основано переселенцем из Кударского ущелья. Впоследствии он основал фамильный аул Танделатыхъæу, что преобразовалось в грузинском произношении в Теделет.
Этнический состав всегда был смешанным: осетины — выходцы из Кударского ущелья и грузины-имеретины.
Весной 2014 года село Теделет с официальным визитом посетил президент Южной Осетии Леонид Тибилов и некоторые представители власти.
Такой визит властей региона был совершен впервые за последние 30 лет.

## Население
Село населено осетинами и грузинами. В 1987 году численность населения села составила около 490 человек.